# Siciliaans Open 2012

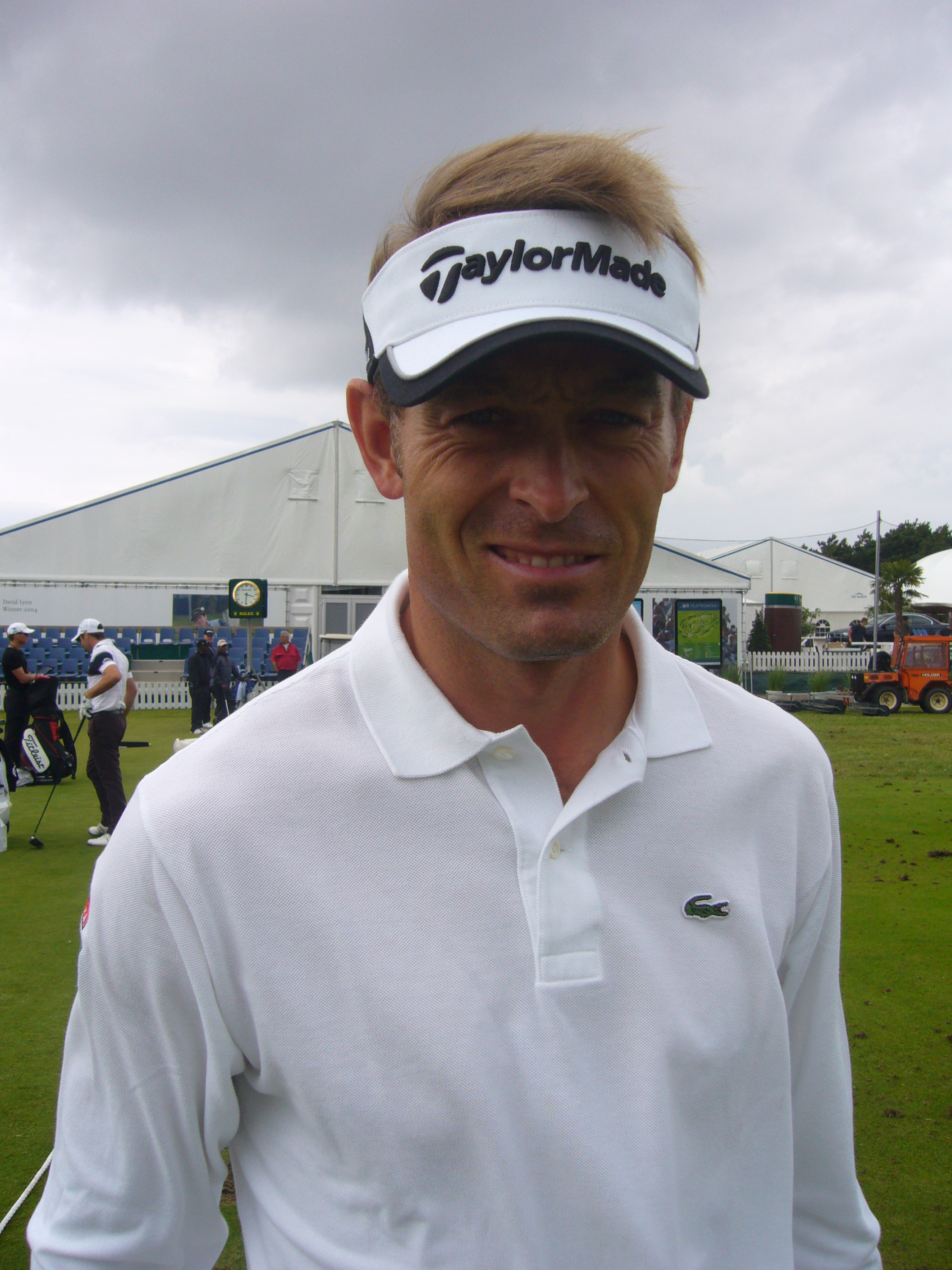
Raphaël Jacquelin
winnaar 2011

Het Siciliaans Open is een golftoernooi van de Europese PGA Tour sinds 2011.
In 2012 wordt de tweede editie gespeeld van 29 maart t/m 1 april op de Verdura Golf & Spa Resort bij Sciacca op Sicilië, het grootste eiland in de Middellandse Zee. De baan werd in 2010 door Kyle Phillips ontworpen. Hij ligt gedeeltelijk langs de kust en heeft een par van 72. Het clubhuis is een voormalig fort.
Het prijzengeld is € 1.000.000 waarvan de winnaar € 166,600 krijgt. Titelverdediger is Raphaël Jacquelin uit Frankrijk.
Tot nu toe was Jean François Remesy de enige Franse speler die het lukte om een titel met succes te verdedigen (Frans Open 2004-2005).

## Verslag
De par van de baan is 72.

#### Ronde 1
Wil Besseling was de enige Nederlander die in de ochtendronde van start ging. Hij eindigde met twee bogeys en scoorde -1. Søren Kjeldsen ging aan de leiding met -7, waarmee hij het baanrecord verbeterde.

Jamie Donaldson speelde in de middagronde met Nicolas Colsaerts en Tom Lewis. Donaldson kwam ook met -7 binnen, Colsaerts met -5, waarmee hij de 8ste plaats deelt met 12 anderen, en Lewis met -4. Matteo Manassero, waar de Italianen veel van verwachten, maakte een ronde van 72. Alex Haindl maakte negen birdies en eindigde met -6 op de 4de plaats. Peter Lawrie maakte verbeterde het nieuwe baanrecord en ging aan de leiding met -8. Er waren nog twee spelers in de baan die een bedreiging voor hem vormden: op -6 stond Victor Riu na hole 11 en James Morrison na hole 15.

#### Ronde 2
Na zijn zevende birdie ging Maarten Lafeber op hole 17 aan de leiding maar er volgde een bogey waarna hij de eerste plaats weer met anderen moest delen. Aan het einde van de ronde stonden zes spelers aan de leiding.

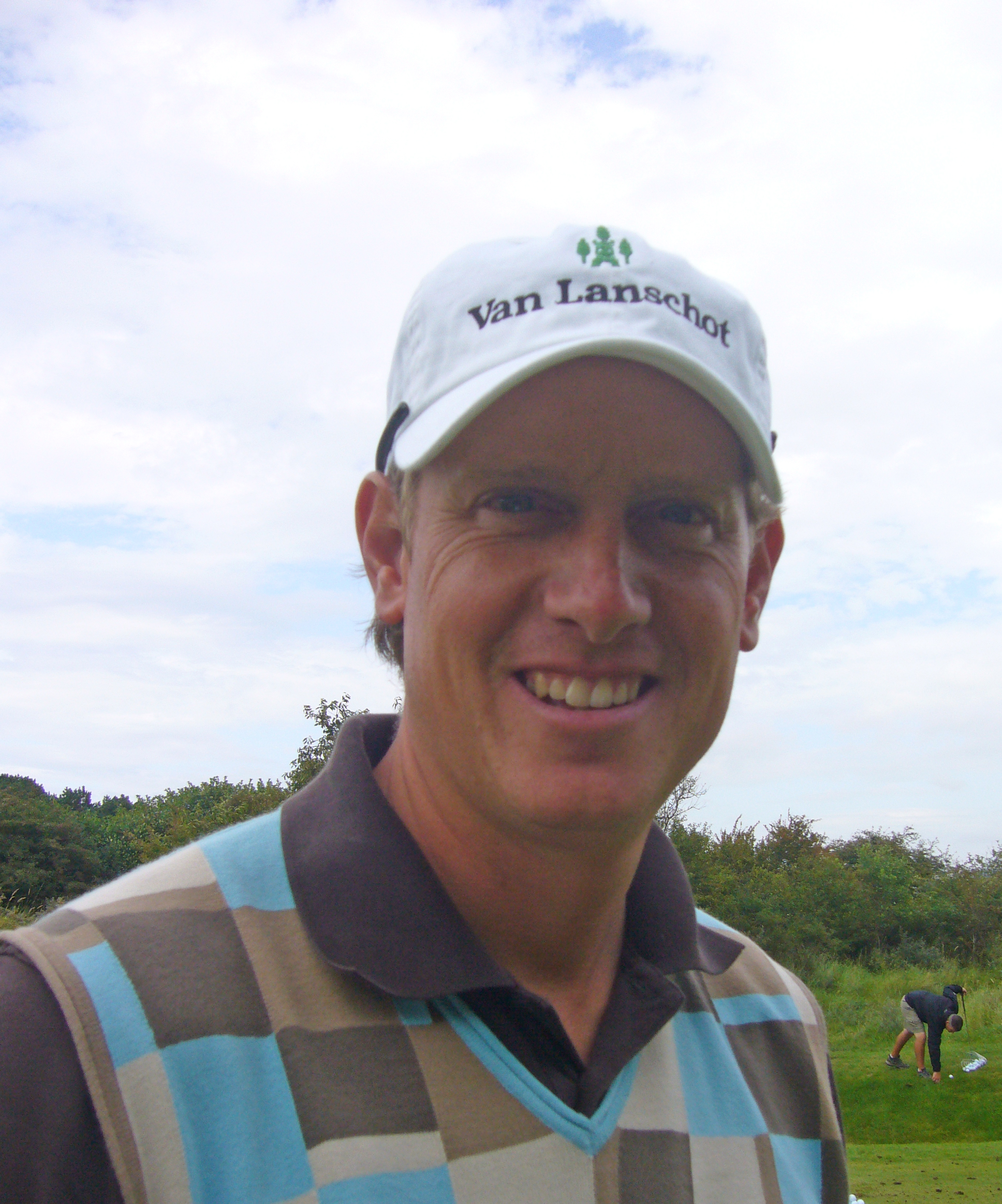
Maarten Lafeber
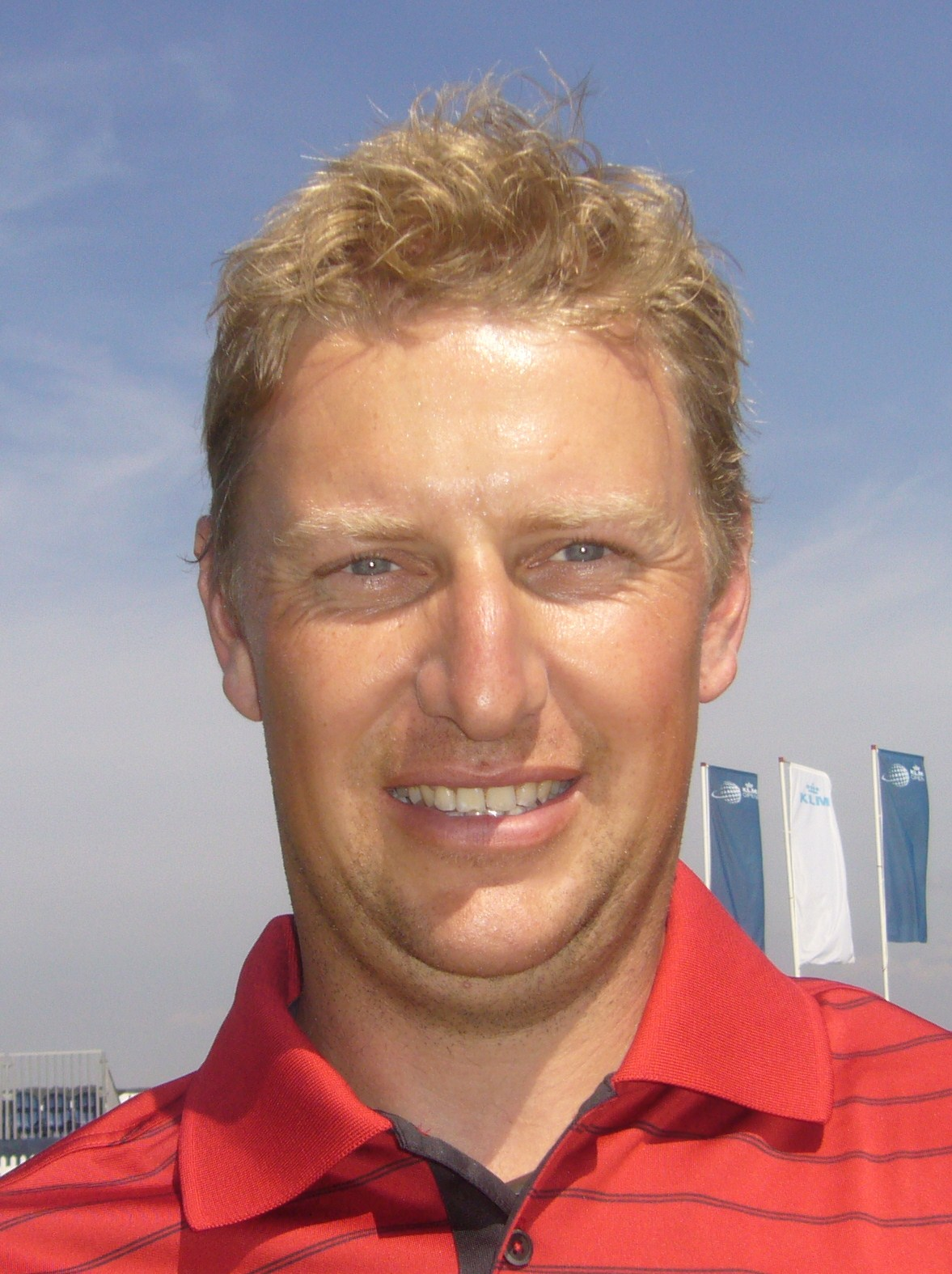
Simon Wakefield
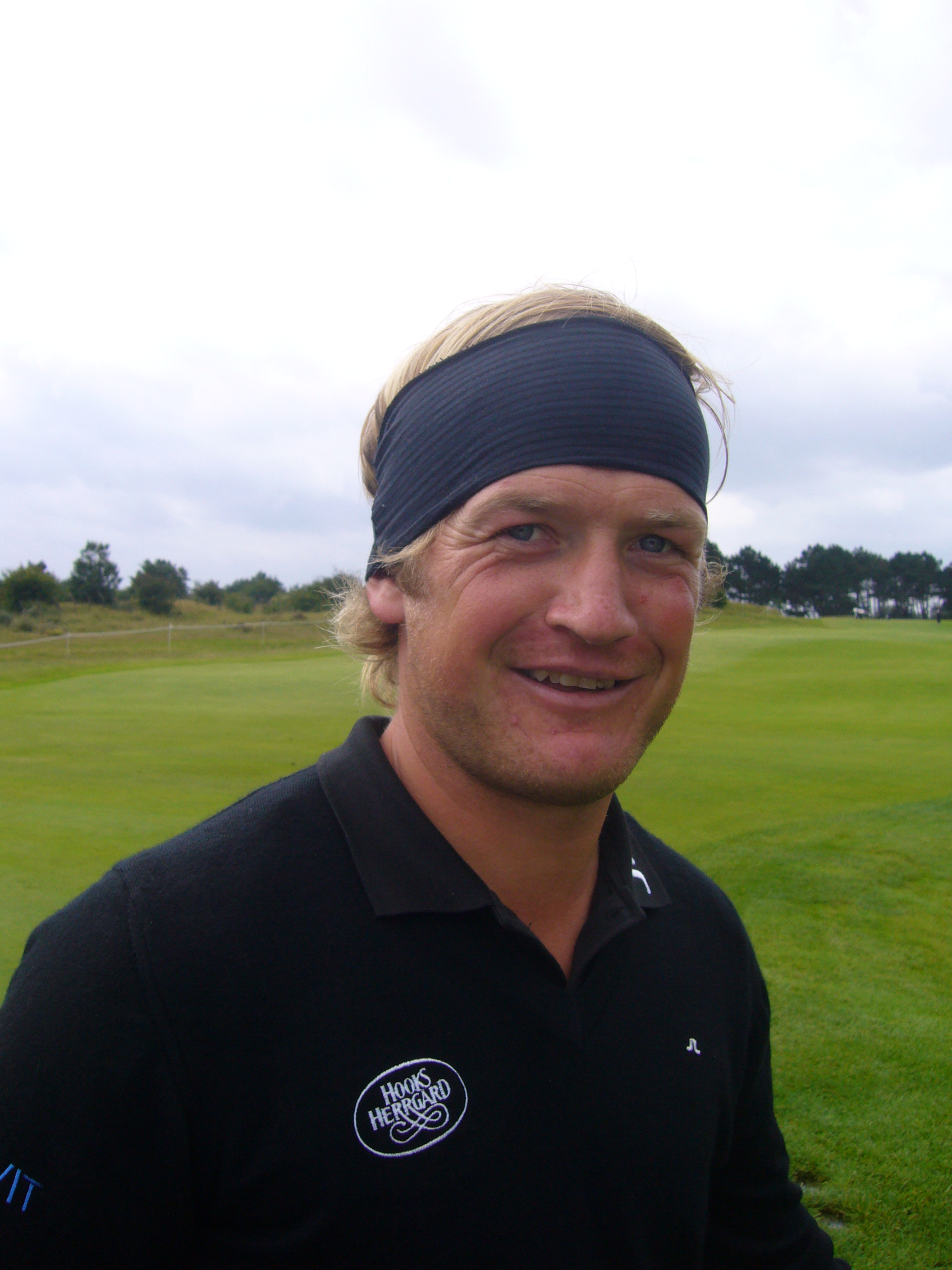
Pelle Edberg
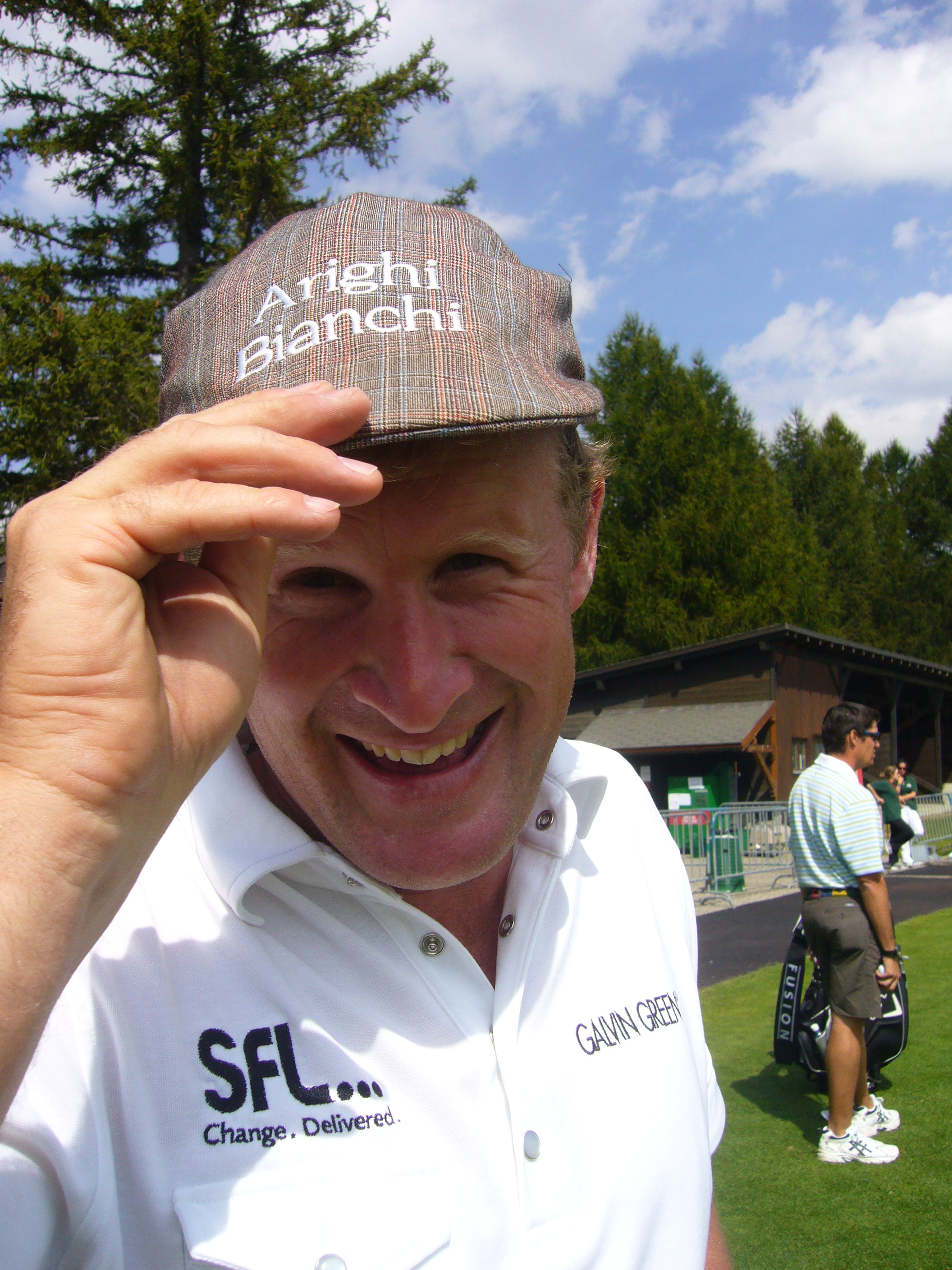
Jamie Donaldson
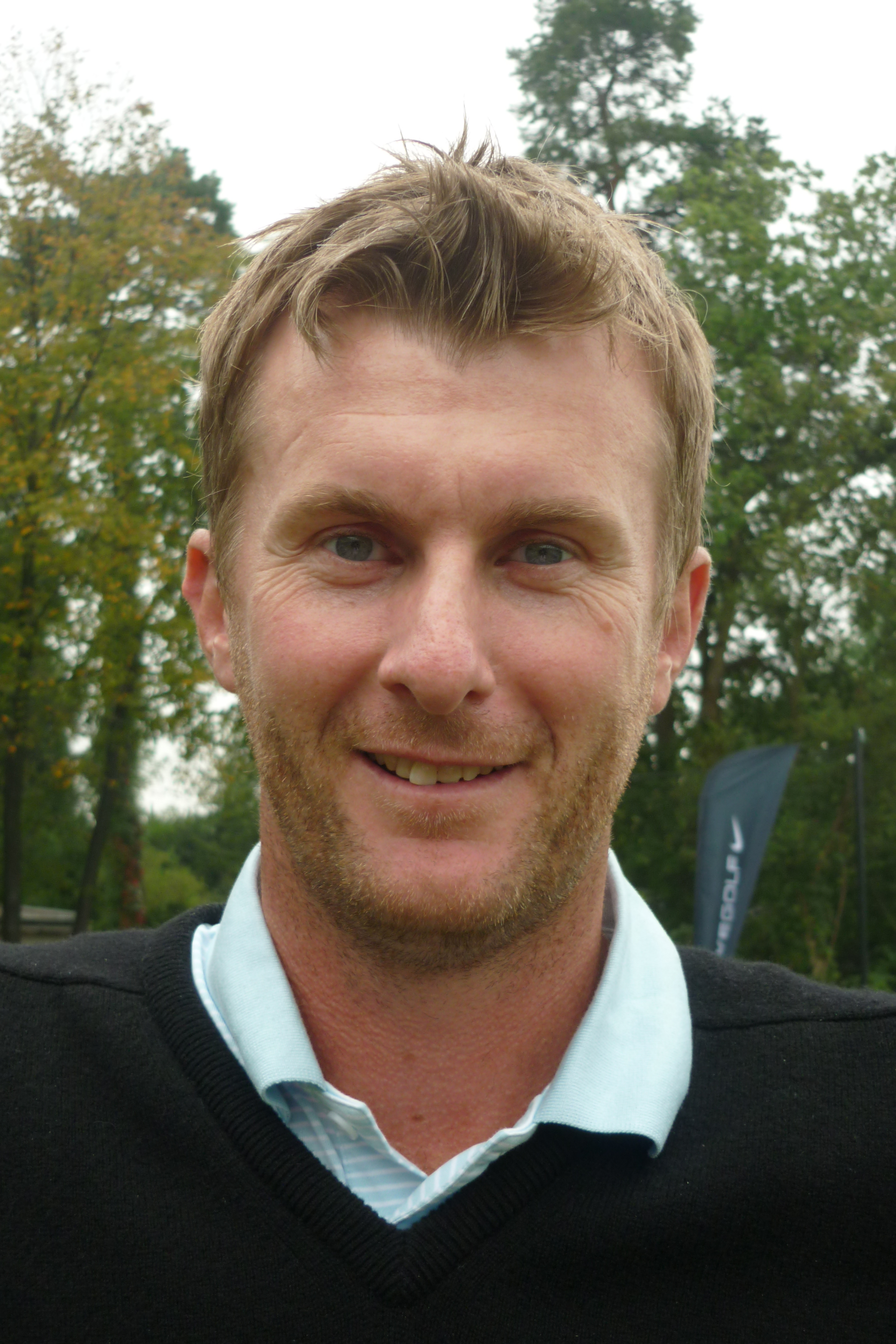
David Lynn

#### Ronde 3
Wil Besseling sloeg vanochtend als eerste af en speelde met een marker (iemand die zijn score markeert) omdat er een oneven aantal spelers over was. Hij miste te veel fairways en greens om goed te scoren. Een nieuwe clubhouse leader diende zich aan, Andrew Parr was om 9 uur gestart en kwam op -9 te staan. Peter Lawrie en Thorbjørn Olesen maakten ieder een birdie op hole 10 en kwamen ook op -9. Op hole 14 maakte Olesen een eagle waarna hij aan de leiding stond. Nicolas Colsaerts maakte -3 en werd gedeeld tweede samen met Andrew Parr. In de laatste drie partijen speelden de zes leiders. Er vielen vreemde scores, Paul Lawrie was de enige leider die de derde ronde niet boven par speelde, Lafeber maakte +5, en Jamie Donaldson en David Lynn, die samen in de laatste partij speelden, maakten zelfs +8 en +7.

#### Ronde 4
Chris Wood dreigde het baanrecord te verbeteren en gelijk met Olesen te eindigen, maar dit werd evrstoord door zijn bogey op hole 17. Olesen behaalde zijn eerste overwinning op de Europese Tour, en sprong van nummer 154 naar de 100ste plaats van de Official World Golf Ranking. Colsaerts staat na dit toernooi op nummer 65, Joost Luiten staat als beste Nederlander hierna op nummer 77.
- Leaderboard

| Naam              | Score R1 | Score R1 | Nr   | Score R2 | Score R2 | Totaal | Nr  | Score R3 | Score R3 | Totaal | Nr  | Score R4 | Score R4 | Totaal | Nr  |
| ----------------- | -------- | -------- | ---- | -------- | -------- | ------ | --- | -------- | -------- | ------ | --- | -------- | -------- | ------ | --- |
| Thorbjørn Olesen  | 68       | −4       | T23  | 69       | −3       | −7     | T7  | 67       | −5       | −12    | 1   | 69       | −3       | −15    | 1   |
| Chris Wood        | 67       | −5       | T10  | 71       | −1       | −6     | T14 | 72       | par      | −6     | T10 | 64       | −8       | −14    | 2   |
| Søren Kjeldsen    | 65       | −7       | T2   | 72       | par      | −7     | T7  | 71       | −1       | −8     | T4  | 68       | −4       | −12    | T3  |
| Nicolas Colsaerts | 67       | −5       | T10  | 71       | −1       | −6     | T14 | 69       | −3       | −9     | T2  | 69       | −3       | −12    | T3  |
| José Manuel Lara  | 69       | −3       | T35  | 70       | −2       | −5     | T26 | 70       | −2       | −7     | T7  | 68       | −4       | −11    | 5   |
| Andrew Parr       | 71       | −1       | T69  | 69       | −3       | −4     | T43 | 67       | −5       | −9     | T2  | 71       | −1       | −10    | T6  |
| Tano Goya         | 65       | −7       | T2   | 73       | +1       | −6     | T14 | 72       | par      | −6     | T10 | 69       | −3       | −9     | T9  |
| Richard Green     | 67       | −5       | T10  | 70       | −2       | −7     | T7  | 74       | +2       | −5     | T16 | 69       | −3       | −8     | T14 |
| Lloyd Saltman     | 71       | −1       | T69  | 68       | −4       | −5     | T26 | 69       | −3       | −8     | T4  | 73       | +1       | −7     | T19 |
| Peter Lawrie      | 64       | −8       | T1   | 72       | par      | −8     | T1  | 72       | par      | −8     | T4  | 73       | +1       | −7     | T19 |
| Tim Sluiter       | 69       | −3       | T35  | 71       | −1       | −4     | T43 | 71       | −1       | −5     | T16 | 69       | −3       | −8     | T11 |
| Pelle Edberg      | 70       | −2       | T54  | 66       | −6       | −8     | T1  | 75       | +3       | −5     | T16 | 69       | −3       | −8     | T11 |
| Maarten Lafeber   | 68       | −4       | T23  | 68       | −4       | −8     | T1  | 77       | +5       | −3     | T30 | 69       | −3       | −6     | T27 |
| James Morrison    | 66       | −6       | T5   | 74       | +2       | −4     | T43 | 75       | +3       | −1     | T40 | 68       | −4       | −5     | T32 |
| David Lynn        | 67       | −5       | T10  | 69       | −3       | −8     | T1  | 79       | +7       | −1     | T40 | 69       | −3       | −4     | T37 |
| Simon Wakefield   | 69       | −3       | T35  | 67       | −5       | −8     | T1  | 74       | +2       | −6     | T10 | 74       | +2       | −4     | T37 |
| Wil Besseling     | 71       | −1       | T69  | 70       | −2       | −3     | T53 | 74       | +2       | −1     | T40 | 70       | −2       | −3     | T41 |
| Taco Remkes       | 70       | −2       | T54  | 70       | −2       | −4     | T43 | 75       | +3       | −1     | T40 | 74       | +2       | +1     | T60 |
| Jamie Donaldson   | 65       | −7       | T2   | 71       | −1       | −8     | T1  | 80       | +8       | par    | T53 | 74       | +2       | +2     | 63  |
| Reinier Saxton    | 76       | +4       | T130 | 72       | par      | +4     | MC  |          |          |        |     |          |          |        |     |

| Leider |  | Toernooirecord |  | MC = missed cut = cut gemist |

## De spelers
| - HP Bacher - Matthew Baldwin - Rich Beem - Adrien Bernadet - Wil Besseling - Richard Bland - Knut Børsheim - Guillaume Cambis - Jorge Campillo - Alejandro Cañizares - Magnus Carlsson - Christian Cévaër - Robert Coles - Federico Colombo - Nicolas Colsaerts - Rhys Davies - Stuart Davis - Carlos Del Moral - Daniel Denison - David Dixon - Andrew Dodt - Agustin Domingo - Jamie Donaldson - Bradley Dredge - Edouard Dubois - Victor Dubuisson - Pelle Edberg - Jamie Elson - Niclas Fasth - Kenneth Ferrie - Darren Fichardt - Richard Finch - Tommy Fleetwood - Alastair Forsyth - Lorenzo Gagli - Chris Gane - Jordi García - Ignacio Garrido | - Adam Gee - Tano Goya - Branden Grace - Richard Green - Emiliano Grillo - Julien Guerrier - Peter Gustafsson - Alex Haindl - Søren Hansen - Grégory Havret - Benjamin Hebert - Tetsuji Hiratsuka - David Howell - Sam Hutsby - Raphaël Jacquelin (2011) - Scott Jamieson - Andrew Johnston - Michael Jonzon - Roope Kakko - Shiv Kapur - Lloyd Kennedy - Do-hoon Kim#752 - Sihwan Kim - Søren Kjeldsen - Jason Knutzon - Maarten Lafeber - Joakim Lagergren - José Manuel Lara - Peter Lawrie - Craig Lee - Thomas Levet - Tom Lewis - José-Filipe Lima - Sam Little - Shane Lowry - Mikael Lundberg - David Lynn - Matteo Manassero | - Ben Mannix - Andrew Marshall - Pablo Martín - Gareth Maybin - Richard McEvoy - Paul McGinley - James Morrison - Jamie Moul - Garth Mulroy - Gary Murphy - Christian Nilsson - Matthew Nixon - Thomas Nørret - Steven O'Hara - Thorbjørn Olesen - Gary Orr - Adrian Otaegui - Andrew Parr - John Parry - Andrea Pavan - Scott Pinckney - Phillip Price - Richie Ramsay - Taco Remkes - Bernd Ritthammer - Victor Riu - Raymond Russell - Charles-Edouard Russo - Lloyd Saltman - Ricardo Santos - Reinier Saxton - Joel Sjöholm - Tim Sluiter - Anthony Snobeck - Matthew Southgate - Graeme Storm - Scott Strange - Andy Sullivan | - Alessandro Tadini - Simon Thornton - Tjaart Van der Walt - Alvaro Velasco - Simon Wakefield - Sam Walker - Anthony Wall - Marc Warren - Steve Webster - Peter Whiteford - Bernd Wiesberger - Oliver Wilson - Chris Wood Invitaties - Marco Bernardini - Paul Broadhurst - John Daly - Branden Grace - Mathias Grönberg - Tetsuji Hiratsuka - Shiv Kapur - Barry Lane - Costantino Rocca - Oliver Wilson Nationale Order of Merit - Nino Bertasio - Emanuele Canonica - Marco Crespi - Andrea Maestroni - Gregory Molteni - Cristiano Terragni - Andrea Zanini - Michele Zanini - Aron Zemmer Amateur - Chad Stumpo |

Stumpo is een 18-jarige amateur. Hij studeert in Massachusetts. In 2012 won hij een toernooi van de Future Collegians World Tour.